# Poziom 2.0
Poziom 2.0 – kulturalno-edukacyjny program dla młodzieży emitowany w TVP2. Autorami koncepcji programu i jego formatu są: Jakub Zańczak i Piotr Kajszczak. Jego współautorami – młodzi widzowie, którzy mogą przysyłać filmy nagrane telefonem, zaprezentować swoją muzykę i każdą inną formę twórczości i aktywności. Program początkowo był emitowany od poniedziałku do piątku o godz. 16:15, jednak z powodu cięć kosztów od stycznia 2012 roku program został ograniczony do jednego odcinka tygodniowo w piątki o godz. 16.25. Od września do grudnia 2012 program był emitowany o godzinie 16.16, został skrócony do około 45 minut oraz przestał być nadawany na żywo. Z kolejnym sezonem planowano wystartować na wiosnę 2013. 18 marca 2013 roku na Facebookowym profilu programu pojawiła się informacja o zdjęciu programu z anteny.

## Czołówka
Głównym motywem czołówki autorstwa Hakobo są kolorowe paski, które pojawiają się w różnych momentach. W trakcie czołówki pojawiają się postacie prowadzących odcinek, którzy wypowiadają teksty w formie komiksowych dymków. Podobnie jest z sekwencją końcową. Muzykę do czołówki, jak i pozostałej oprawy programu skomponował Łukasz Seliga, znany szerzej jako SLG.

## Sezony
| Sezon | Odcinki | Premiera serii   | Finał serii     |
| ----- | ------- | ---------------- | --------------- |
| 1     | 1-63    | 19 września 2011 | 16 grudnia 2011 |
| 2     | 64-84   | 13 stycznia 2012 | 8 czerwca 2012  |
| 3     | 85-99   | 7 września 2012  | 14 grudnia 2012 |

## Emisja
- 19 września 2011 – 16 grudnia 2011: poniedziałek–piątek godz. 16.15
- 13 stycznia 2012 – 8 czerwca 2012: piątek godz. 16.20
- 7 września 2012 – 14 grudnia 2012: piątek godz. 16.16